# Hisako Kanemoto
Hisako Kanemoto (金元 寿子, Kanemoto Hisako, Okayama, 16 de dezembro de 1987), também conhecida como Juri Aikawa (相川 寿里, Aikawa Juri), é uma dubladora japonesa, afiliada da Production Baobab.

## Trabalhos

### Anime
2009
- Sora no Manimani (Miku Edogawa)

2010
- Battle Spirits: Shōnen Gekiha Dan (maid, mulher)
- Case Closed (criança)
- Doraemon (garota, mãe de adolescente)
- Durarara!! (Kururi Orihara)
- Hime Chen! Ōtōgi Chikku Aidōru Rirupuri (Ayaka, garota, estudante, Ukita)
- Jewelpet Twinkle (Judy)
- Mayoi Neko Overun (Radio)
- Senkō no Night Raid (irmã de Natsume Kagiya)
- Ōkami-san to Shichinin no Nakamatachi (Uika)
- Rita to Nantoka (estudante)
- SD Gundam Sangokuden Brave Battle Warriors (criança)
- Sekirei ~Pure Engagement~ (Katsuragi)
- Shinryaku! Ika Musume (Ika Musume, Mini Ika Musume)
- So Ra No Wo To (Kanata Sorami)

2011
- 47 Todoufuken (Okayama-ken)
- Aria the Scarlet Ammo (Misaki Nakasorachi)
- Battle Spirits Brave (Alice)
- Bleach (Nozomi Kujo)
- Cooking Idol I! My! Mine! (Papaya)
- Hanasaku Iroha (Tachibana Daughter)
- Kore wa Zombie Desu ka? (Mael Strom / Yuki "Tomonori" Yoshida)
- Oniichan no Koto Nanka Zenzen Suki Janain Dakara ne—!! (garota)
- Nekogami Yaoyorozu (Mike)
- Shinryaku!? Ika Musume (Ika Musume, Mini Ika Musume)

2012
- Anpanman (Moku-chan)
- Bodacious Space Pirates (Grunhilde Serenity)
- Doraemon (estudante)
- Girls und Panzer (Katyusha)
- Jinrui wa Suitaishimashita (Fairy, Curly)
- Joshiraku (Ma-chan)
- Kokoro Connect (Yui Kiriyama)
- Kore wa Zombie Desu ka? of the Dead (Mael Strom / Yuki "Tomonori" Yoshida)
- Maji de Otaku na English! Ribbon-chan: Eigo de Tatakau Mahou Shoujo (Bell)
- Muv-Luv Alternative: Total Eclipse (Izumi Noto)
- Onii-chan dakedo Ai sae Areba Kankeinai yo ne! (garota)
- Rinne no Lagrange (Asteria Lizamarie de Roschefall)
- Smile PreCure! (Yayoi Kise / Cure Peace, Miracle Pace, Bad End Peace)
- Suki-tte Ii na yo. (Chiharu Ogawa)
- Zero no Tsukaima F (Luctiana)

2013
- Toaru Kagaku no Railgun S (Kanmi Eiga)
- AKB0048 (Mei)
- Doraemon (estudante, garota)
- Gargantia on the Verdurous Planet (Amy)
- Gingitsune (Makoto Saeki)
- Kotoura-san (Kotoura Haruka)
- Maji de Otaku na English! Ribbon-chan the TV (Bell)
- Ore no Kanojo to Osananajimi ga Shuraba Sugiru (Himeka Akishino)
- Photo Kano (Mai Sakura)
- Sekai de Ichiban Tsuyoku Naritai! (Moe Fukuoka)
- Strike the Blood (Natsuki Minamiya)
- Tokyo Ravens (Hokuto, Takiko Souma)

2014
- Bokura wa Minna Kawaisou (Sayaka Watanabe)
- Knights of Sidonia (Yuhata Midorikawa)
- Pretty Guardian Sailor Moon Crystal (Ami Mizuno / Sailor Mercury)
- Saikin, Imōto no Yōsu ga Chotto Okaishiin Da Ga (Yukina Kiritani)
- Akuma no Riddle (Haru Ichinose)
- Z/X Ignition (Sera Kurashiki)

### Filmes
- Hoshi o Ou Kodomo (Asuna Watase)
- Precure All Stars New Stage: Mirai no Tomodachi (Yayoi Kise / Cure Peace)
- Precure All Stars New Stage 2: Kokoro no Tomodachi (Yayoi Kise / Cure Peace)
- Smile PreCure! The Movie: Big Mismatch in a Picture Book! (Yayoi Kise / Cure Peace)
- Aura: Maryūinkōga Saigo no Tatakai (Shinako Kobato)
- Kara no Kyoukai: Mirai Fukuin (Mana Ryougi)
- Puple Ball (Alice)
- Mystery of the Yamagiri-Maru (Alice)

### OVAs
- Baby Princess 3D Paradise 0 (Watayuki Amatsuka)
- Durarara!! (Kururi Orihara)
- Fate/Zero: Onegai! Einzbern Soudanshitsu (Zecchan / Disciple No. Zero)
- Rinne no Lagrange: Kamogawa Days (Asteria Lizamarie de Roschefall)
- Shiki (Shihori Maeda)
- Shinryaku!! Ika Musume (Ika Musume)
- Yumekuri (Akino Mikogai)
- Ark IX (Rebecca Ross)

### Jogos
- Akiba's Trip 2 (Rin)
- Dream Club Zero (Nonono)
- Gunslinger Stratos (Kyouka Katagiri)
- Heroes Phantasia (Michie Sawada)
- Kokoro Connect Yochi Random (Yui Kiriyama)
- Kōmajō Densetsu II: Stranger's Requiem (Flandre Scarlet)
- Photo Kano (Mai Sakura)
- Smile PreCure! Let's Go! Marchenland (Yayoi Kise / Cure Peace)
- So Ra No Wo To: Otome no Quintet (Kanata Sorami)
- The Legend of Heroes: Sen no Kiseki (Fei Claussell)
- Senran Kagura Shinovi Versus: Shōjo-tachi no Shōmei (Murakumo)

### CD drama
- Idol no Management ga Daihen de Nemurenai CD (Akari Matsunaga)
- Inou Battle wa Nichijou-kei no Naka de (Hatoko Kushikawa)
- Ore no Kanojo to Osananajimi ga Shuraba Sugiru Special Voice Track CD (Himeka Akishino)
- Shinkyoku Sōkai Polyphonica Ephonic Songbird (Kugiri　Cornelia)